# Test de Lüscher
El Test de Lüscher o Test de los Colores es un test de tipo proyectivo ideado por Max Lüscher que pretende evaluar el estado psicofisiológico de una persona, su estilo de afrontamiento del estrés y otras características estables de su personalidad.
Su fiabilidad es escasa.

## Uso para selección laboral
Debido a su uso en el ámbito laboral en selección de personal, se ha estudiado la capacidad predictiva del test respecto del éxito laboral, ajuste social, actividad y flexibilidad de postulantes. Las tres investigaciones publicadas en PsycINFO (base de datos de investigación de la American Psychological Association, APA) destinadas a estimar la validez de algunos test psicológicos en este campo arrojaron resultados nulos; es decir, quienes aplicaron e interpretaron el test de Lüscher fueron incapaces de predecir ninguno de los aspectos antes mencionados.
Un estudio de 1984 que compara los resultados del Test de Luscher y un test de personalidad ampliamente investigado y validado, el MMPI, señala que los resultados de ambos test muestran poco acuerdo respecto a los sujetos evaluados, y sugiere ser cuidadoso al usar el test de Luscher.
Cabe mencionar que tal estado de la investigación es sumamente preocupante, puesto que, al no existir resultados que fundamenten su uso, la aplicación de este test en el ámbito laboral (o en cualquier otro) no está justificada. En otras palabras, la ausencia de investigación a favor no permite concluir que el test mida lo que propone medir, y, por lo tanto, tampoco permite apoyar las conclusiones a las que llegan los psicólogos y las entidades que hacen uso de él (Sireci, & Sukin, 2012) Esta afirmación no hace más que seguir las exigencias planteadas en lineamientos profesionales internacionales de instituciones tan importantes como la American Psychological Association, la American Educational Research Association, el National Council on Measurement in Education (en sus "Standards for educational and psychological testing") o la International Test Commission.
Si bien a nivel internacional el test no suele usarse en contextos de selección de personal -debido a los altos estándares profesionales que rigen la utilización de test en Estados Unidos y Europa-, su uso informal se ha extendido al punto que destacados investigadores han llegado a compararlo con "estafas" como la lectura de palmas, el tarot o la grafología (Chamorro-Premuzic & Furnham, 2010). Adicionalmente, en Chile, diversos investigadores han llamado la atención sobre su uso injustificado (Barros, 2011; Didier, 2014).